# Burg Windecken
Die Burg Windecken (mittelalterlich auch Burg Wonnecke) ist eine mittelalterliche Burg in Windecken, einem Stadtteil von Nidderau im Main-Kinzig-Kreis in Hessen. Sie wurde auf Lehensgrund des Bistums Bamberg von den Herren und Grafen von Hanau erbaut. Im Dreißigjährigen Krieg wurde sie schwer beschädigt. Sichtbar sind heute noch zwei Torbauten des 16. Jahrhunderts, Amtshaus und Schlosskellerei aus dem 18. Jahrhundert sowie Teile der Ringmauer.

## Lage
Die Reste der Höhenburg befinden sich oberhalb der Windecker Altstadt auf einem nach allen Seiten abfallenden, 130 m ü. NN hohen Geländesporn. Nördlich der Anlage fließt die Nidder, deren Steilufer in die Anlage der Burg einbezogen wurde, an den drei anderen Seiten befindet sich die Windecker Altstadt mit zahlreichen Fachwerkhäusern. Die Stadt war von einem eigenen Mauerring umgeben, der an die Burgmauern anschloss, von dem aber nur wenige Reste erhalten sind. Burg und Siedlung lagen verkehrsgeografisch günstig an einem Flussübergang sowie der Kreuzung zweier Straßen.

## Geschichte

### Gründung

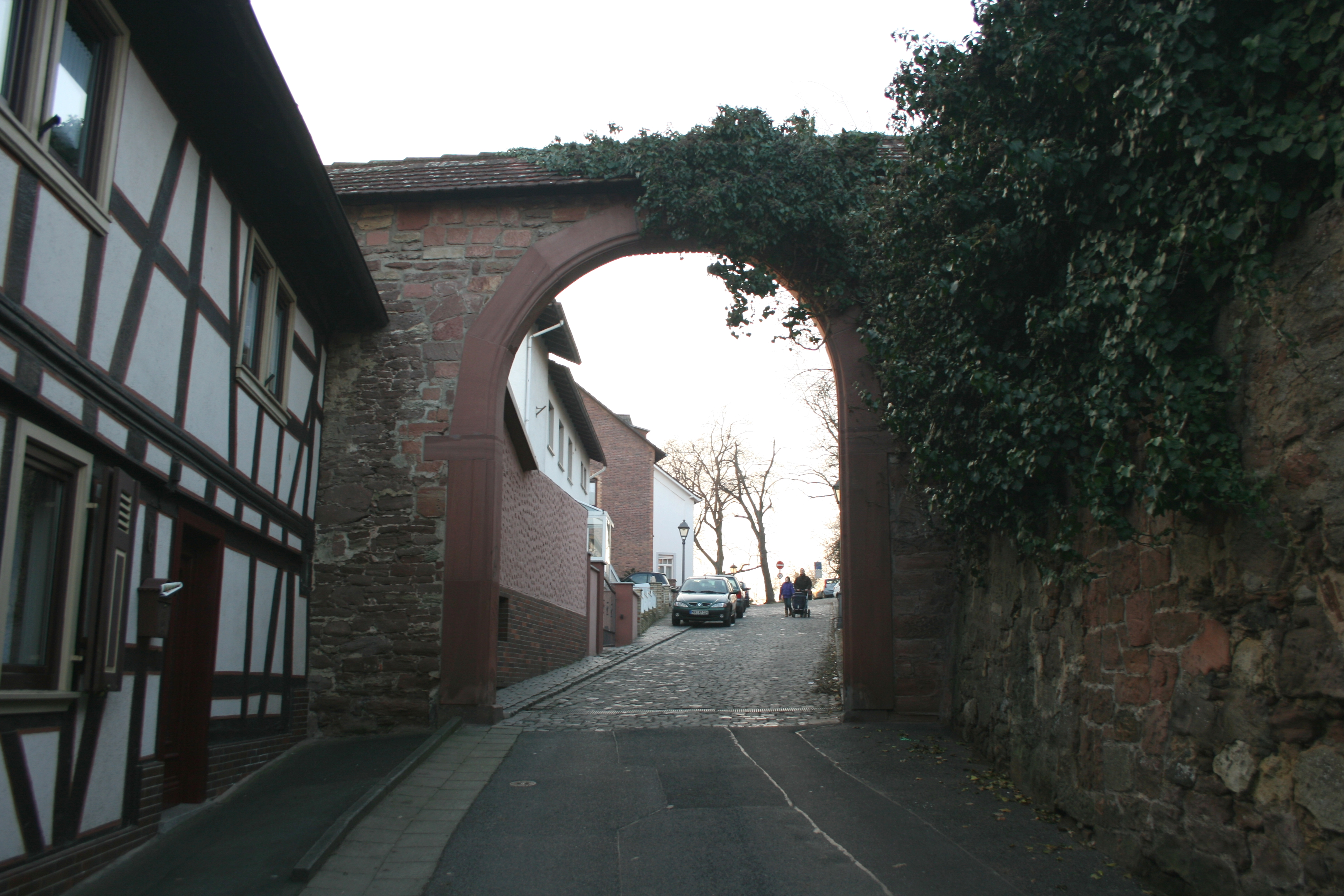
Äußeres Burgtor

Der Ort Windecken wurde erstmals um 850 in einer Schenkung an das Kloster Fulda als Tezelenheim erwähnt. Im Mittelalter besaß das Bistum Bamberg hier wie auch im Nachbarort Ostheim Einkünfte und Besitz, erstmals urkundlich greifbar 1239, als Heinrich von Hanau seinen Besitz in Stierstadt zu Lehen auftrug und dafür die Einnahmen in Ostheim und Tezelnheim für vier Jahre erhielt. Die Einkünfte des Bistums stammen möglicherweise aus dem vorigen Besitz der Herren von Hagen-Münzenberg.
1260 verpfändete Bischof Berthold die Güter des Stiftes wiederlöslich an Reinhard I. von Hanau. Zwei Jahre später wurde Reinhard I. durch Bischof Berthold mit den Gütern belehnt. Im selben Jahr wurde mit Gutzold von Ilbenstadt der erste Burgmann in Windecken genannt. Die Burg dürfte also mit hoher Wahrscheinlichkeit zwischen 1260 und 1262 im Einvernehmen mit dem Lehnsherrn entstanden sein. Es wird vermutet, dass sich hier bereits vorher eine burgartige Anlage befand, über die allerdings mangels Quellen keine Aussage getroffen werden kann. Die Urkunde mit der Nennung des Gutzold ist gleichfalls die erste Nennung des Namens Windecken (Wonnecke). Ob der Name sich tatsächlich von einem „wonnigen Eck“ herleitet, ist umstritten und letztlich nicht zu belegen.
Gut zu belegen ist in der folgenden Zeit das Interesse der Herren und Grafen von Hanau, den Ausbau von Stadt und Burg zu fördern. Reinhards Nachfolger Ulrich I. von Hanau erhielt 1288 von König Rudolf I. Stadt- und Marktrechte für seinen Ort Windecken. Der Name der Burg war damit auf die Siedlung übergegangen. In der Folge sind zahlreiche Burgmannen auf der Burg belegt. 1379 wird die Hälfte von Burg und Stadt der Elisabeth von Ziegenhain bei deren Verlobung mit Ulrich V. als Wittum vertraglich zugesichert. 1399 erklärte Henne von Bellersheim Ulrich V. die Fehde und warnte in einem Schreiben an die Reichsstadt Frankfurt vor Kriegshandlungen um die Hanauer Burgen Hanau, Windecken, Dorfelden, Assenheim, Rodheim und Münzenberg. Folgen dieser Auseinandersetzung sind allerdings nicht bekannt.

### Spätmittelalter und frühe Neuzeit
Die Burg war eine der Residenzen der Herren und Grafen von Hanau, die als Hauptresidenz aber seit dem 15. Jahrhundert das Hanauer Stadtschloss bevorzugten. Die Burg Windecken wurde als Nebenresidenz, Witwen- und Amtssitz der hanauischen Ämter Windecken, Nauheim, Münzenberg und Ortenberg genutzt. In Kriegszeiten wurden gelegentlich in der Burg die Dokumente des nahe gelegenen Kloster Naumburg in Sicherheit gebracht, über das Hanau eine Schutzfunktion ausübte. Die Grafen Philipp der Ältere (Begründer der Linie Hanau-Lichtenberg, 1417) und Philipp der Jüngere (Begründer der Linie Hanau-Münzenberg, 1449) wurden hier geboren und in der Burgkapelle getauft.
Erasmus Alberus beschrieb sie in seiner 1552 entstandenen Kurtzen Beschreibung der Wetterau folgendermaßen: Winnecken hat ein fein Schloß, lustig anzusehen. 1597 wurde in Windecken Charlotte Louise, die älteste Tochter des Grafen Philipp Ludwig II. geboren.
1612, nach dem Tod des Grafen, wurde Windecken seiner Witwe Katharina Belgica, die für ihren unmündigen Sohn Philipp Moritz die Regentschaft führte, als Witwensitz zugewiesen. Dies mag den Anstoß zu größeren Umbauten an der Burg gegeben haben, die 1629 trotz des Dreißigjährigen Krieges nachweislich begonnen wurden. Die Pläne des Architekten Joachim Rumpf sind im Hessischen Staatsarchiv Marburg erhalten.

### Zerstörung
Am 15. Mai 1634 wurde das Schloss von Kroaten geplündert und zerstört. Im Jahr 1646 wurde Windecken vom schwedischen Regiment Schmidtberger erneut überfallen, das Schloss ging dabei zum Teil in Flammen auf. Matthäus Merian gibt aus dieser Zeit eine genaue Beschreibung des Ortes und der Zustände. Eine Zeichnung von ihm liegt aber nicht vor.

„Oder Winnecker / so alles eins / ist hiebevor ein sehr feines Stättlein gewesen / mit einer Ringmawer vmbgeben: Ligt aber jetzunder fast auff die Helffte in der Aschen / vnd ist in eine elende Wüsteney / vnd Einöde gerathen. Es hat vor diesem ein schöne Burg darinnen / vnd solche seine vornehme Burg-Mannen vnnd Gebräuch / fast gleich wie Friedberg / Gelnhausen / Staden / vnd dergleichen gehabt. Ist Hanawischer Bottmässigkeit / ein Meyl von Hanaw / zwo Meylen von Franckfurt / vnd zwo Meylen von Friedberg / gelegen. Hatte vorhin auch einen feinen Weinwachs / gute Ackerfelder / auch Gewäld / vnnd dergleichen Nahrungs-Mittel / so aber jetzunder sehr ligt. Das Wasser darbey heisset die Nidder. Im Wintermonat des 1648. Jahrs / haben die Völcker vom Schmidbergischen Regiment dieses Stättlein Windeck / so damals mit etlich Hessen-Casselischen Knechten / als einer Salvaguardi / belegt gewest / vberstiegen / vnnd was von vielen Dorffschafften / an Viehe / vnd andern Sachen / dahin geflehnet worden / hinweg genommen; wie im 6. Theil des Theatri Europaei stehet.“

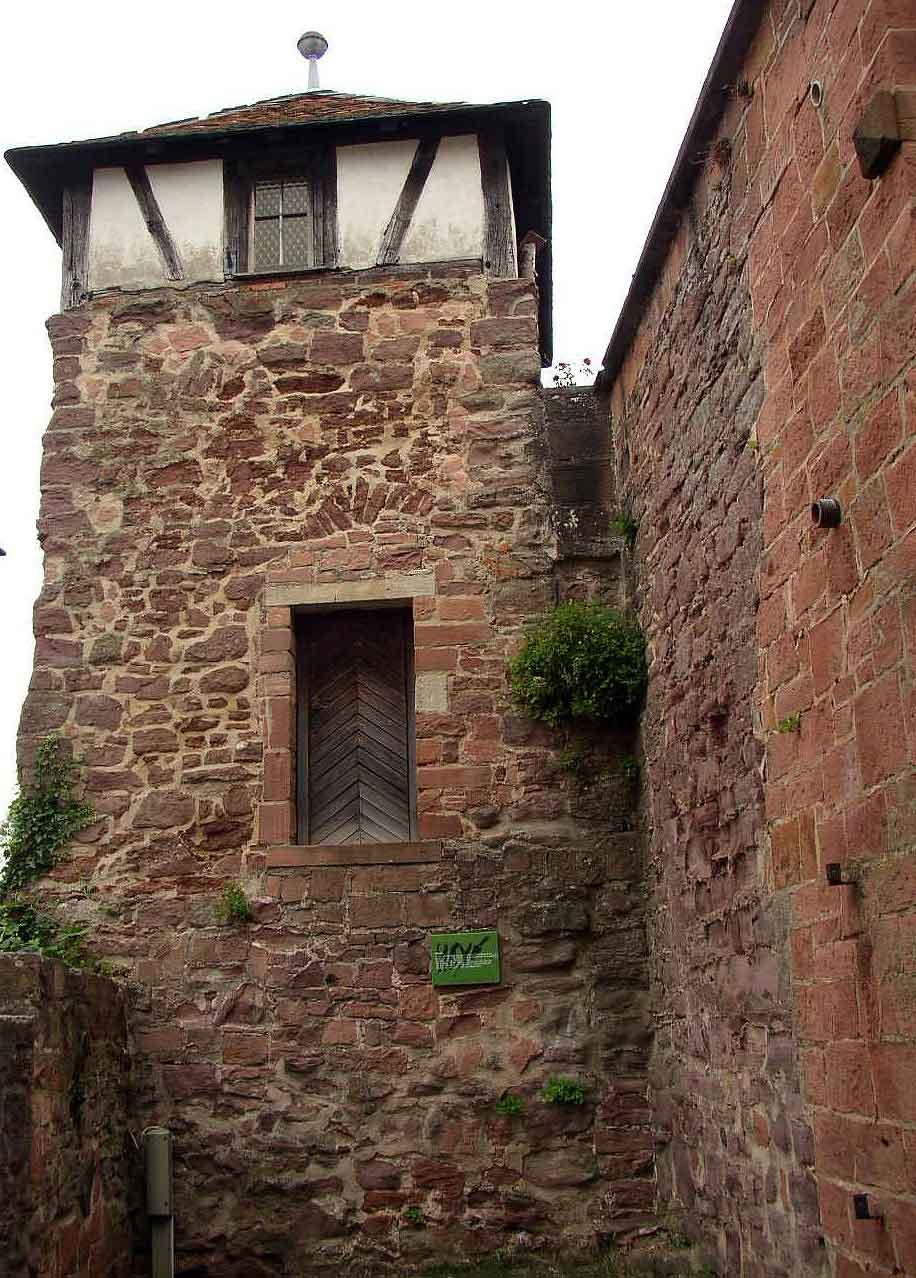
Der sogenannte Hexenturm ist Teil der ehemaligen Vorburg

Die zerfallenden Schlossgebäude wurden nach dem Dreißigjährigen Krieg nicht weiter genutzt und dienten als Steinbruch. Windecken verlor damit seinen Status als Nebenresidenz sowie einen Teil der kleinstädtischen Funktion, die es vor dem Krieg besaß. Erst im 18. Jahrhundert erhielt die Burg eine neue Nutzung als Sitz des Amtsgerichts Windecken. Teilweise unter Verwendung der alten Bausubstanz sowie auf älteren Fundamenten aufbauend, wurde ein Amtsgebäude errichtet sowie ein weiteres Nebengebäude. Im 20. Jahrhundert endete auch diese Nutzung. Die Burg steht heute unter Denkmalschutz und befindet sich in Privatbesitz.

## Anlage
Von der mittelalterlichen Substanz der Kernburg sind lediglich Teile der Ringmauer erhalten geblieben. Von den beiden erhaltenen Toren ist das äußere, sogenannte Osttor in das Jahr 1592 zu datieren. Das innere Tor mit den auffälligen Erkertürmchen entstammt ebenfalls dem 16. Jahrhundert. Über dem Tor ist in einer Kartusche das Wappen der Grafen von Hanau angebracht. Das Tor stellt heute noch den markantesten Rest der Anlage dar. Dies könnte auf ungewöhnliche Weise weitere Hinweise zum Aussehen der Burg geben: In den Kellerräumen der Burg fand sich bei Ausschachtungen eine Ofenplatte mit der Darstellung einer Burganlage. Diese wird neben einem Bergfried und einem größeren Wohngebäude von einem Tor dominiert, das dem erhaltenen Windecker Tor sehr ähnlich sieht. Ob es sich bei der Darstellung tatsächlich um die Burg Windecken handelt, ist trotz der Ähnlichkeit nicht gesichert. Das Stück befindet sich in Privatbesitz.
Rekonstruktionsversuche der Kernburg anhand der Umbaupläne von Rumpf aus dem Jahr 1627 wurden von Ernst Julius Zimmermann vorgenommen, sie erbrachten jedoch recht hypothetische Ergebnisse. Gesichert ist eine nahezu rechteckige Kernburg, die im Osten, Süden und Westen von zahlreichen Wohngebäuden begrenzt wurde. Der Westflügel mit dem Hauptzugang wurde durch einen Rundturm flankiert. Die heute weitgehend überbaute Vorburg stammt größtenteils aus dem 15. Jahrhundert. Erhalten sind noch Teile des Mauerrings sowie das sogenannte „Hexentürmchen“ mit Fachwerkhaube aus jüngerer Zeit. Innerhalb der Vorburg dürften sich vorwiegend Wirtschaftsgebäude befunden haben. Nicht ganz geklärt ist die Lage einer seit 1491 urkundlich fassbaren Burgkapelle mit dem Petrus-Patrozinium. Sie könnte sowohl in der Kernburg als auch in der Vorburg gelegen haben. Die wenigen erhaltenen Reste zeigen allerdings, dass es sich bei der Burg Windecken um ein durchaus repräsentatives Schloss gehandelt hat, vergleichbar mit den ebenfalls als Hanauer Witwensitz genutzten Schlössern in Steinau und Schwarzenfels.
Ab 1736 wurde die Anlage weitgehend durch neuere Bausubstanz ersetzt. Ein größerer Wohnbau mit Mansarddach, der im Schlosshof errichtet wurde, beherbergte bis 1970 das Amtsgericht. Seitdem wird er wieder als Wohngebäude genutzt. Im Keller befindet sich heute eine Gaststätte. Links vom inneren Tor wurde im 18. Jahrhundert ein kleineres Gebäude errichtet, das zeitweise als Gefängnis diente. Weil die Anlage bewohnt ist, ist sie nur von außen zu besichtigen.